# Церковь Преображения Господня (Саввино)
Церковь Спаса Преображения (Церковь Спаса Преображения в Саввине) — приходской храм Балашихинской епархии Русской православной церкви в городе Балашихе Московской области.
Адрес: Московская область, город Балашиха, микрорайон Саввино, Преображенская площадь, 1.
В настоящее время храм расположен в балашихинском микрорайоне Саввино; до 2015 года входил в состав города Железнодорожного, который в настоящее время также является микрорайоном Балашихи.

## История
Первое упоминание о церкви Преображения Господня в селе Саввино относится к 1623 году, и уже в то время церковь была названа старой и ветхой. В 1665 году, когда селом владел Иван Фёдорович Стрешнев, взамен обветшавшей церкви была построена новая, также деревянная, церковь Преображения Господня с приделом в честь иконы Пресвятой Богородицы Знамение. Построенная Стрешневым церковь простояла около ста лет. В 1777 году, когда селом владела помещица Т. В. Голицына, была возведена на каменном фундаменте новая деревянная церковь с деревянной колокольней. Богослужения в ней совершались до 1880 года, когда и это здание пришло в ветхость. В 1892 году была разобрана колокольня, а сам храм стоял до второй четверти XX века, пока не был уничтожен пожаром.
Вместо деревянной церкви решили строить каменную, которая была заложена в 1870 году. Автором проекта был А. А. Ветлицкий. Строительство храма на средства прихожан длилось поэтапно в течение нескольких десятилетий. Первый этап завершился 4 ноября 1873 года, когда были торжественно освящены боковой придел храма и колокольня. С этого дня в ней начались регулярные богослужения. В 1885 году было завершено строительство трапезной, в 1894 году — колокольня по проекту А. В. Яковлева. Свой окончательный вид храм приобрел только в 1905 году, после перестройки по проекту Н. Потапова.

Фасад колокольни

Стилистически храм сочетает черты неоампира (композиция, структура) и русского стиля (декор). Тип здания храма — бесстолпный храм с массивной световой ротондой, к центральному помещению которого с боков примыкают приделы (Сергия Радонежского и Серафима Саровского)) с парусными сводами, которые завершаются фронтонами. Ротонда поддерживается угловыми пилонами и подпружными арками. Оконные наличники имеют очелья с килевидными завершениями. Небольшая трапезная, в которой имеются приделы Николая Чудотворца и Михаила Архангела, соединяет храм с трёхъярусной колокольней. Ярусы в плане квадратные, наиболее богатый кирпичный декор имеет верхний ярус звона.
Этот храм уникален своими фаянсовыми иконостасами, выполненными в 1906—1909 гг. на Тверской фабрике товарищества М. С. Кузнецова (ныне — Конаковский фаянсовый завод). Проектированием иконостасов занимались архитектор В. А. Косяков и скульптор Н. В. Анненский. Иконостас создан на пожертвования купца Викулы Морозова. Иконостасов всего три: центральный двухъярусный и боковые одноярусные. Высота центрального иконостаса — 6 метров, ширина — 12 метров, боковых — по 5 метров. Орнаменты на иконостасах имитируют деревянную резьбу. Интересно сочетание холодных оттенков (бело-розового, лазоревого) с позолотой. Также из убранства 1900-х гг. сохранились масляная живопись (как сюжетная, так и орнаментальная), утварь, паникадила, ажурные решётки на солее храма. Внутреннее пространство храма цельное, хорошо освещённое. Среди икон есть написанные в XVIII—XIX вв., в частности, икона Боголюбовской Богоматери 1770-х гг. В трапезной имеются два деревянных иконостаса конца 1880-х гг. в классическом стиле. Пол выложен метлахской плиткой (современной).
Вскоре после Октябрьской революции, в 1921 году, из храма было произведено изъятие церковных ценностей. После разорения он долго находился в заброшенном состоянии, но разрушен не был.
Духовное возрождение храма началось после распада СССР. В настоящее время церковь действующая, при ней имеется воскресная школа для взрослых и детей, работают различные кружки́, открыта библиотека духовной литературы. Настоятель храма — протоиерей Виталий Юрьевич Кулешов.
Церковь Преображения Господня в Саввине является объектом культурного наследия регионального значения (Поставление СМ РСФСР от 30.06.1960 г. № 1327, Приложение № 2).